# 마우리시우 후아
마우리시우 밀라니 후아(포르투갈어: Maurício Milani Rua, IPA: [mawˈɾisiu ˈʁuɐ])는 브라질의 종합격투기 선수다. 형 무릴로 후아도 종합격투기 선수다.